# Emilia Eberle
Pour les articles homonymes, voir Eberle.
Gertrude Emilia Eberle, née le 4 mars 1964 à Arad (Roumanie), est une gymnaste artistique roumaine. Elle est notamment sacrée championne du monde au concours par équipes ainsi qu'au sol en 1979.

## Palmarès

### Jeux olympiques
- Moscou 1980
  -  médaille d'argent au concours par équipes
  -  médaille d'argent aux barres asymétriques

### Championnats du monde
- Strasbourg 1978
  -  médaille d'argent au concours par équipes
  -  médaille de bronze aux barres asymétriques
  -  médaille de bronze à la poutre
  -  médaille de bronze au sol

- Fort Worth 1979
  -  médaille d'or au concours par équipes
  -  médaille d'or au sol
  -  médaille de bronze aux barres asymétriques

### Championnats d'Europe
- Copenhague 1979
  -  médaille d'argent au concours par équipes
  -  médaille d'argent aux barres asymétriques
  -  médaille d'argent à la poutre